# Pizza King
Pizza King er en dansk spillefilm fra 1999, instrueret af Ole Christian Madsen. Han har også skrevet manuskriptet med Lars K. Andersen og Janus Nabil Bakrawi.

## Medvirkende
- Ali Kazim
- Janus Nabil Bakrawi
- Isam Subeihi
- Farshad Kholghi
- Ellen Nyman
- Jimmy Jørgensen
- Steen Stig Lommer
- Anders W. Berthelsen
- Bjarne Henriksen
- Max Hansen Jr.
- Peter Gantzler
- Caroline Drasbæk